# جمعية جلجامش
جمعية جلجامش هي جمعية ثقافية تأسست في مونتريال، كندا بتاريخ 19 تموز / يوليو 2006 وسجلت في سجل جمعيات ومؤسسات مقاطعة كيبيك الكندية. اسم الجمعية مستوحى من ملحمة جلجامش السومرية المكتوبة في الألف الثالث قبل الميلاد. جمعية جلجامش مستقلة، علمانية وغير سياسية كما أنها ليست ذات هدف ربحي. تعنى هذه الجمعية بكل النواحي الثقافية والتاريخية والاقتصادية والاجتماعـية والسياسية لـ بلاد الشام ومنطقة ما بين النهرين وامتداداتها على كامل مساحة الوطن العربي. تنظم الجمعية نشاطاتها الدورية الشهرية على أساس تنوع المواضيع والأساتذة المحاضرين فيها. مؤسسو الجمعية هم نزار حمود وصبا النبهان وعامر بيطار. يدير جمعية جلجامش حالياً الدكتور نزار حمود بالتعاون مع هيئة إدارية منتخبة. كل نشاطات الجمعية قائمة على أساس طوعي للأعضاء والمشاركين في الفعاليات المختلفة.
جمعية جلجامش تحاول أن تلعب دور منتدى كندي وعالمي يشمل الأشخاص والمنظمات المهتمة بتاريخ وواقع ومستقبل بلاد الشام والعالم العربي وهي تعبر عن نفسها من خلال النشاطات الثقافية التي تقوم بها: فكر وأدب وفنون جميلة وسينما ومسرح ومؤتمرات. تطمح جمعية جلجامش في مد جسور الفهم والتفهم المتبادل فيما يخص الإشكاليات التي تمر بها منطقة بلاد الشام والعالم العربي وأن تجمع جاليات العالم العربي في كندا المشتركة بهذه الجذور كي تساعدها على أن تندمج بشكل أفضل في مجتمعها الكندي الجديد.

## وصلات خارجية
- موقع جمعية جلجامش باللغات الثلاث العربية والإنكليزية والفرنسية
- موقع جمعية جلجامش على الفيسبوك
- موقع جمعية جلجامش على اليوتيوب